# Sponsianus

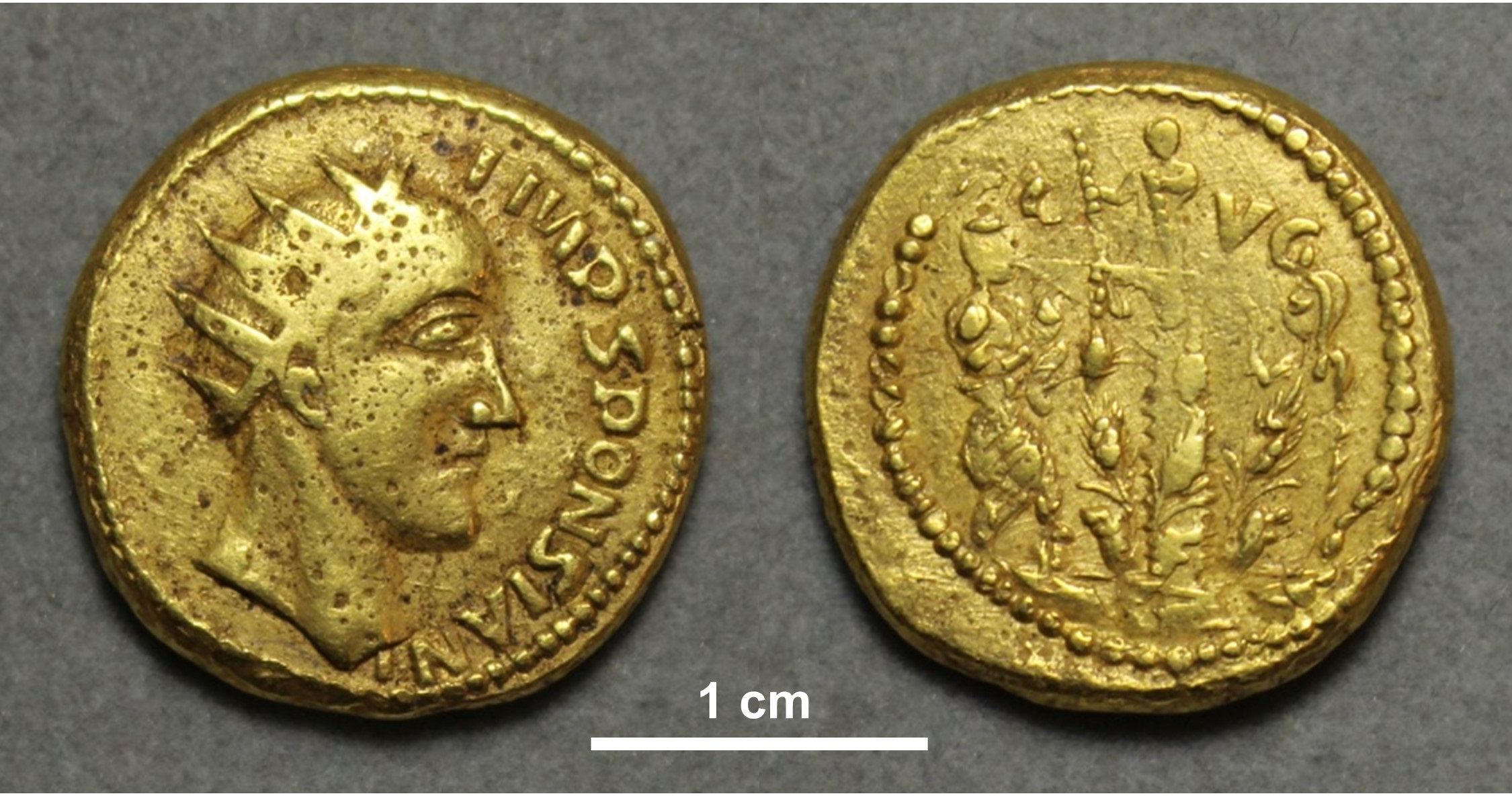
Muntbeeld van Sponsianus

Sponsianus zou een Romeinse usurpator geweest zijn tijdens het bewind van Philippus I Arabs of Gallienus (derde eeuw). Wellicht is zijn bestaan verzonnen door een 18e-eeuwse valsemunter.
Een usurpator of onwettige keizer Sponsianus wordt niet vermeld in oude bronnen. De naam is alleen bekend van twee aurei, goudmunten die in 1713 in Transsylvanië zijn ontdekt, maar volgens de 19e-eeuwse numismaticus Henry Cohen  vervalsingen waren. Ze wegen meer dan de standaard ten tijde van Philippus. Bijgevolg bleef het bestaan van Sponsianus onbewezen.
In 2022 stelde nieuw onderzoek dat de munten wel degelijk oud zouden zijn en ook lange tijd begraven waren geweest. Sponsianus was volgens de onderzoekers hoogstwaarschijnlijk een legeraanvoerder in de geïsoleerde Romeinse provincie Dacia tijdens de militaire crisis in de jaren 260. Die periode valt samen met de regeringsperiode van Gallienus. Dit onderzoek werd echter al snel zeer kritisch besproken door de Gentse hoogleraar oude geschiedenis Koen Verboven. Ook andere oudheidkundigen houden vast aan het standpunt dat het een slechte vervalsing betreft.
Naar de munten wordt verwezen in de Roman Imperial Coinage, onder de referentie RIC IV, III, p. 672.